# Paweł Spisak

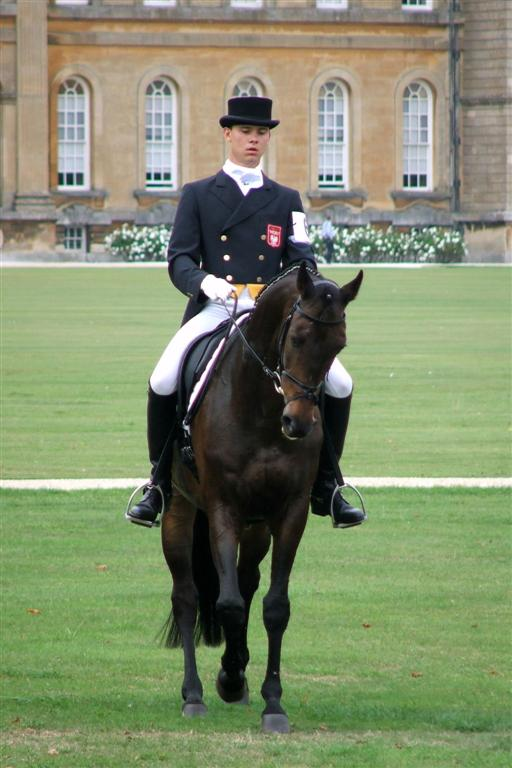
Paweł Spisak w 2004 roku

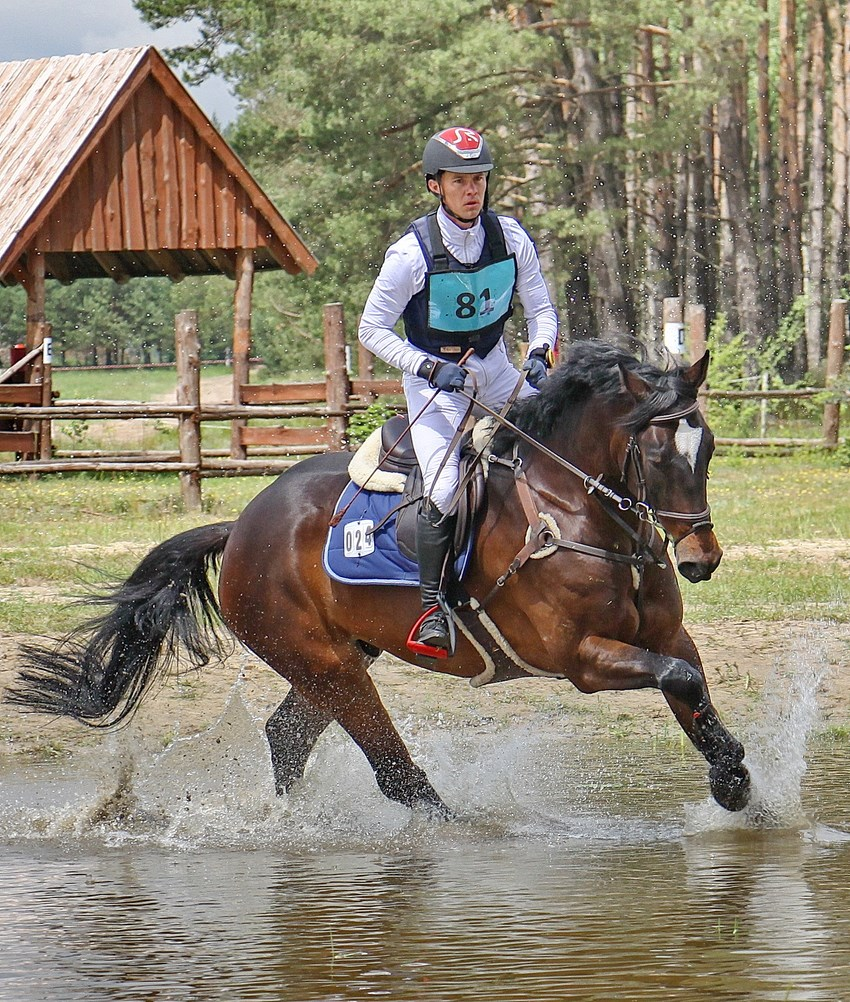
Paweł Spisak na zawodach w Kwiekach w 2017 roku

Paweł Spisak (ur. 29 września 1981 w Koszalinie) – polski jeździec, zawodnik WKKW. Jego trenerem jest Michael Jung (Niemcy). Reprezentant Polski na Letnich Igrzyskach Olimpijskich 2004 w Atenach, Letnich Igrzyskach Olimpijskich 2008 w Pekinie i Letnich Igrzyskach Olimpijskich 2012 w Londynie, oraz na Letnich Igrzyskach Olimpijskich 2016 w Rio De Janeiro.
Obecnie reprezentuje klub KJ Dako-Galant Skibno. W swojej karierze dziewięciokrotnie sięgnął po tytuł Mistrza Polski (2005, 2006, 2007, 2011, 2015, 2017, 2019, 2020,2021). Dobrze spisywał się w Pucharze Świata. W tychże zawodach zdobył trzecie miejsce - CIC*** - indywidualnie w 2003 i w 2006 roku.
Wzrost: 176 cm, waga: 67 kg.

## Najważniejsze wyniki
- Rok 2002
  - 1 miejsce - Halowy Puchar Polski
  - 3 miejsce (na koniu Weriusz) - CCI** Wahlsdorf Liepe (Niemcy)
  - 15 miejsce (Weriusz) - Mistrzostwa Europy Młodych Jeźdźców Wiendorf (Niemcy)
- Rok 2003
  - 1 miejsce (Weriusz) - CIC* Stara Miłosna
  - 2 miejsce (Weriusz) - CIC** Strzegom
  - 3 miejsce (Weriusz) - Puchar Świata CIC*** Malmö (Szwecja)
- Rok 2004
  - 1 miejsce (Weriusz) - CCI*** Târgu Mureș (Rumunia)
  - Igrzyska Olimpijskie Ateny 2004
- Rok 2005
  - 1 miejsce (Weriusz) - Mistrzostwa Polski Seniorów Strzegom
  - 1 miejsce (Del Piero) - CNC** Biały Bór
  - 3 miejsce (Weriusz) - CIC** Jaroszówka
  - 6 miejsce (Weriusz) - CIC***W Strzegom
  - 20 miejsce (Weriusz) - Finał Pucharu Świata Malmö (Szwecja)
  - 26 miejsce (Weriusz) - Mistrzostwa Europy Seniorów Blenheim (Anglia)
- Rok 2006
  - 1 miejsce (Weriusz) - Mistrzostwa Polski Seniorów Strzegom
  - 1 miejsce (Weriusz) - CIC*** Jaroszówka
  - 3 miejsce (Weriusz) - CIC*** Strzegom
  - 3 miejsce (Del Piero) - CIC* Jaroszówka
  - 5 miejsce (Weriusz) - CIC** Jaroszówka
  - Mistrzostwa Świata Akwizgran (Niemcy) (Weriusz)
- Rok 2007
  - 1 miejsce (Del Piero) - Mistrzostwa Polski Seniorów Strzegom
  - 2 miejsce (Weriusz) - CICO*** Pardubice (Czechy)
  - 2 miejsce (Weriusz) - CCI*** Strzegom
  - 5 miejsce (Del Piero) - CICO*** Pardubice (Czechy)
  - 6 miejsce (Del Piero) - CIC*** Strzegom
  - 10 miejsce (Weriusz) - CIC*** Biały Bór
  - Mistrzostwa Europy Platoni del Vivaro (Włochy) (Weriusz) - 13 miejsce
- Rok 2008
  - 1 miejsce (Baryt) - CIC** Sopot
  - 3 miejsce (Weriusz) - CIC*** Malmö (Szwecja)
  - Igrzyska Olimpijskie Pekin 2008 (Weriusz) - 19 miejsce
- Rok 2009
  - 2 miejsce (Weriusz) - Mistrzostwa Polski Seniorów Sopot
  - 2 miejsce (Baryt) - CIC* Baborówko
  - 12 miejsce (Wag) - CIC*** Bonn (Niemcy)
  - Finał Pucharu Świata Strzegom (Polska) (Weriusz) - 7 miejsce
  - Mistrzostwa Europy Fontainebleau (Francja) (Weriusz) - 23 miejsce
- Rok 2010
  - 2 miejsce (Weriusz) - Mistrzostwa Polski Seniorów Sopot
  - 2 miejsce (Baryt) - CNC*** Sopot
  - 2 miejsce (Baryt) - CCI** Strzegom
  - 2 miejsce (Baryt) - CIC** Sahrendorf (Niemcy)
  - 4 miejsce (Baryt) - CIC** Haras de Jardy, Marnes-la-Coquette (Francja)
  - 6 miejsce (Wag) - CIC** Sahrendorf (Niemcy)
  - 15 miejsce (Wag) - CIC***W Malmö (Szwecja)
  - 25 miejsce (Wag) - CCI*** Boekelo (Holandia)
- Rok 2011
  - 1 miejsce (Wag) - Mistrzostwa Polski Seniorów Biały Bór
  - 1 miejsce (Baryt) - CIC*** Sopot
  - 1 miejsce (Weriusz) - CIC*** Sopot
  - 4 miejsce (Wag) - CIC*** Sopot
  - 5 miejsce (Weriusz) - CNC** Sahrendorf (Niemcy)
  - 6 miejsce (Wag) - CCI*** Strzegom
  - 6 miejsce (Wag) - CIC*** Biały Bór
  - 9 miejsce (Wag) - CIC*** Sopot